# ليلي كولينز
ليلى كولينز (بالإنجليزية: Lily Collins) (ولدت في 18 مارس 1989) ، في جيلفورد، سري، إنجلترا ، هي ممثلة إنجليزية  أمريكية، والتي قامت في أعمال كثيرة ومنها: البعد الآخر، مرآة مرآة، الأدوات المميتة: مدينة العظام.

## نشأتها والتعليم
ولدت ليلي جين كولينز بجيلفورد، سري، إنجلترا في 18 مارس 1989 وهي ابنة الموسيقي البريطاني فيل كولينز  وشقيقة سيمون كولينز تخرجت في كلية هارفاد يستليك وحاليا طالبة بجامعة جنوب كاليفورنيا تدرس مجال الصحافة الإذاعية  حيث تعمل كممثلة ومذيعة تلفزيونية بهيئة الإذاعة التلفزيونية.
انتقلت إلى الولايات المتحدة في عمر 5 سنوات وبدأت تدرس المسرح في أكاديمية الشباب للفنون المسرحية تم اختيارها من قبل أزياء شانيل لعرض مجموعة أعمالها وشاركت ليلي في الحملة الانتخابية للرئاسة الأمريكية عام 2008.

## حياة الخاصة

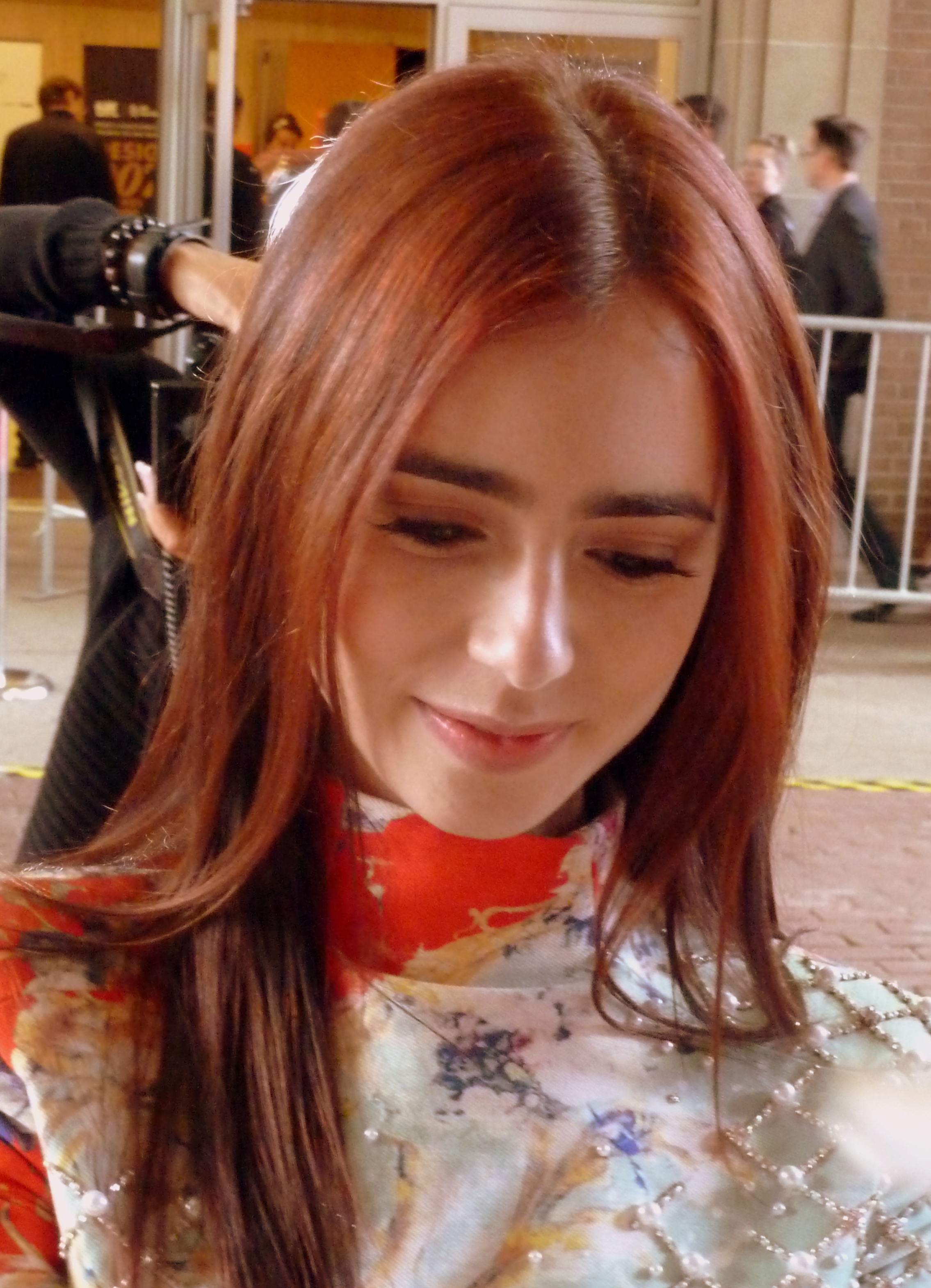
كولينز في مهرجان تورونتو السينمائي الدولي، 2012.

واعدت ليلي العديد من الرجال أبرزهم تايلور لوتنر وزاك إيفرون.

## أعمالها
| عام  | عنوان                         | دور             | ملاحظات                |
| ---- | ----------------------------- | --------------- | ---------------------- |
| 2009 | 90210                         | فيبي ابرامز     | مسلسل تلفزيوني، حلقتين |
| 2009 | البعد الآخر                   | كولينز توهي     |                        |
| 2011 | قس                            | لوسي بيس        |                        |
| 2011 | اختطاف                        | كارين ميرفي     |                        |
| 2012 | مرآة مرآة                     | بياض الثلج      |                        |
| 2012 | عالق في الحب                  | سامانثا بورغينز |                        |
| 2013 | مدرس اللغة الإنجليزية         | هالي أندرسون    |                        |
| 2013 | الأدوات المميتة: مدينة العظام | كلاري فراي      |                        |
| 2014 | مع حبي، روزي                  | روزي دان        |                        |
| 2016 | القواعد لا تنطبق              |                 |                        |
| 2017 | To the bone                   | إيلين           | فيلم                   |
| 2020 | ايميلي في باريس               | ايميلي          | مسلسل تلفزيوني         |